# Achaiischer Bund

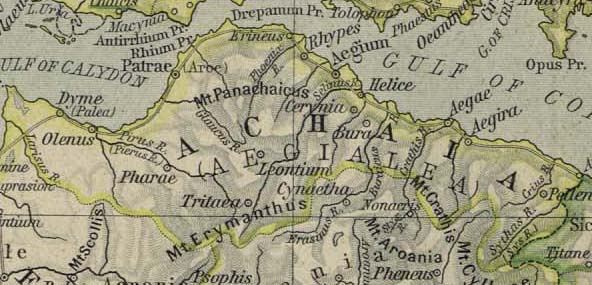
Karte der antiken Landschaft Achaia aus dem historischen Atlas von William Shepard von 1926 (Südteil)

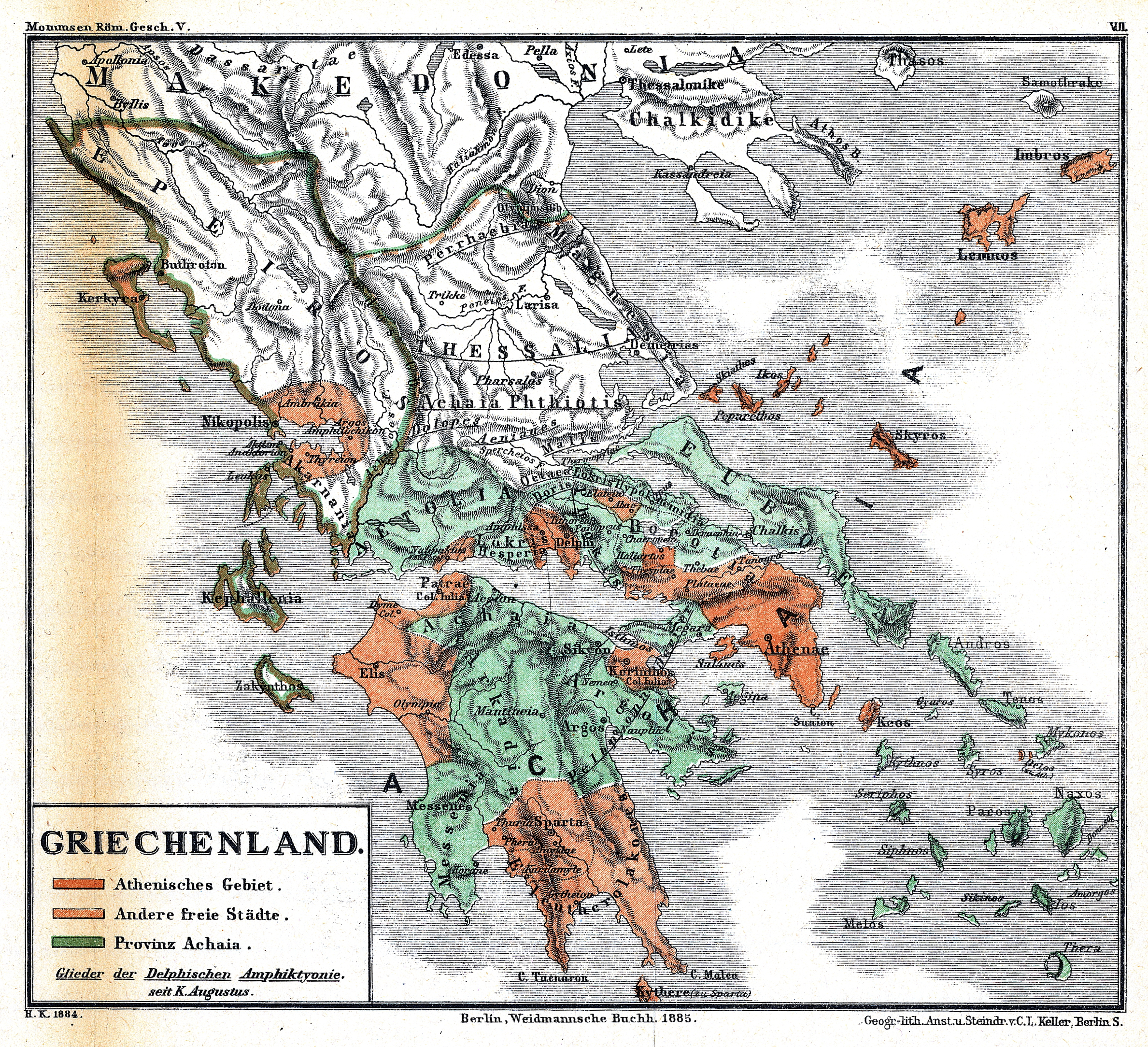
Die römische Provinz Achaea (grün markiert) in der Zeit des Kaisers Augustus

Der Achaiische Bund (ⓘ, oft Achäischer Bund, vereinfachend auch Achaia) war ein Bündnis (Koinon) des nordpeloponnesischen Stammes der Achaier im antiken Griechenland, zu dem später zwölf und mehr Poleis gehörten.
Der Städtebund umfasste ursprünglich die zwölf achaiischen Städte Aigai, Aigeira, Aigion, Bura, Dyme, Helike, Olenos, Patrai, Phara, Pellene, Rhypes und Tritaia. Später kamen Keryneia und Leontion dazu. Während der Expansionsphase im frühen Hellenismus schlossen sich noch weitere Städte, teils unter Zwang, dem Bund an. Einige von diesen, wie Sikyon oder Korinth, gehörten nicht dem Stamm der Achaier an.

## Geschichte

### Ursprung
Der erste Achaiische Bund entstand nach Einführung der demokratischen Verfassungen im 5. Jahrhundert v. Chr., zentriert um den Kult des Zeus Homagyrios. 373 v. Chr. wurde die führende Polis Helike durch eine Flutwelle völlig zerstört. Aigai, Olenos und Rhypes wurden wegen ihres desolaten Zustands von der Bevölkerung aufgegeben und verlassen. Keryneia und Leontion blühten auf und wurden an deren Stelle in den Bund aufgenommen. Der Bund beteiligte sich an der Opposition gegen König Philipp II. Nach der Unterwerfung Griechenlands durch Makedonien verschwand der Bund offenbar, und die einstigen Mitglieder führten ab ca. 300 v. Chr. teilweise Krieg gegeneinander. 

### Neugründung
281 v. Chr. wurde der Achaiische Bund unter der Führung von Dyme und Patras neu gegründet, mit dem Ziel, die Makedonen zu vertreiben. Dies gelang fünf Jahre später in Aigion, das zum neuen Zentrum aufstieg. Im Chremonideischen Krieg kämpfte man im Bündnis mit Athen, Sparta und den Ptolemäern gegen die Antigoniden, unterlag aber. Ab 251 v. Chr. wurden auch dem Ethnos nicht angehörende Gebiete in den Bund integriert, teils freiwillig, teils unter Zwang. Sie erhielten das Bürgerrecht und eine Beteiligung an der Regierung.

### Verfassung
Der Bund verfügte über eine Volksversammlung, einen Rat und Beamte, die zunächst von zwei, wohl ab 255 v. Chr. von einem jährlich gewählten Strategen geführt wurden, der auch das Bundesheer kommandierte. Hinzu kamen ein gemeinsames Bürgerrecht, das neben das der einzelnen Poleis trat, und gemeinsame Maße und Münzen. Die Beamten und Ratsmitglieder entstammten in der Regel der Oberschicht ihrer jeweiligen Heimatpolis. Dennoch pries der Historiker Polybios den Bund als vorbildliche Demokratie. Die Darstellung des Polybios ist die Hauptquelle für die Geschichte und Verfassung der Achaier (besonders 2,38-44), deren koinon allerdings idealisiert wird, was nicht allzu sehr verwundert, da der Arkadier selber zu den führenden Offizieren des Bundes gehörte. Sein Vater Lykortas war um 185 v. Chr. mehrfach Stratege, während sein Sohn es immerhin bis zum Hipparch brachte. 

### Expansion
Seit der Mitte des 3. Jahrhunderts schlossen sich auch Städte dem Bund an, die nicht zu Achaia im engeren Sinne gehörten, als erstes die im Osten angrenzende Stadt Sikyon. Unter dem Strategen Aratos von Sikyon, der bald eine führende Rolle einnahm und ein Bündnis mit den Ptolemäern schloss, betrieben die Achaier eine aggressive Expansionspolitik. So wurden die antigonidischen Besatzungen im Handstreich aus Korinth und Megara vertrieben, worauf sich auch Epidauros, Troizen und etwas später Kleonai offenbar aus freien Stücken anschlossen. 

### Schutzgemeinschaft
Andernorts verhandelte man mit den lokalen Machthabern und nötigte sie teils zum Rücktritt. Dies gelang in Megalopolis, Orchomenos, Phleius, Argos und Hermione. Der Achaiische Bund inszenierte sich daher auch als eine Schutzgemeinschaft gegen die Gefahr der Tyrannenherrschaft, auch wenn dies der machtpolitischen Realität nicht immer entsprach, da viele der vorgeblich entmachteten Männer nun eben mit achaiischer Rückendeckung ihre Poleis dominierten. Vor allem kämpfte man zunächst recht erfolgreich gegen die Antigoniden, deren König Antigonos Gonatas viele griechische Städte kontrollierte. Gegen dessen Nachfolger Demetrios II. schlossen die Achaier um 239 sogar ein Bündnis mit ihren alten Rivalen, den Aitoliern. Von den Ptolemäern, die mit den Antigoniden seit langem um die Hegemonie über die Griechen rivalisierten, erhielt man vor allem finanzielle Unterstützung. Die Achaier gaben sich als kompromisslose Vorkämpfer für die Befreiung Griechenlands von der makedonischen Hegemonie.

### Krise im Krieg gegen Sparta
Das zeitweilige Bündnis mit Sparta kehrte sich im Laufe der Zeit in Feindschaft um, und als in Sparta ein junger, tatkräftiger König auf den Thron gelangte, gerieten die Achaier in die Defensive: Im Kleomenischen Krieg konnte der Spartanerkönig Kleomenes III. viele Städte des Bundes auf seine Seite ziehen, und man fürchtete, er könnte dem Bund die Kontrolle Südgriechenlands streitig machen. Die Achaier änderten daraufhin 225 v. Chr. ihre Politik grundsätzlich und riefen den bisherigen Erzfeind, das antigonidische Makedonien, zu Hilfe, dessen König Antigonos III. Doson als Preis für seinen Beistand allerdings die Übergabe von Korinth und die faktische Anerkennung der makedonischen Hegemonie forderte. Die Achaier, denen dies immer noch lieber war als ein Erfolg der Spartaner, stimmten zu. Das alte Bündnis mit den Ptolemäern wurde derweil aufgekündigt; diese stellten sich daraufhin hinter Kleomenes.

### Bündnis mit Makedonien
Im Bündnis mit Doson gewannen die Achaier große Teile der Peloponnes, unter anderem in der Argolis und am Isthmus von Korinth, aber auch in Arkadien. 222 wurde Kleomenes III. in der Schlacht von Sellasia entscheidend geschlagen. Während des Zweiten Makedonischen Krieges wechselten die Achaier unter Philopoimen 198 v. Chr. von der Seite Makedoniens unter dem Antigoniden Philipp V. dann noch rechtzeitig auf die Seite Roms, woraufhin der Bund in den folgenden Jahren seine größte Ausdehnung erreichte. 192 konnte Philopoimen sogar Sparta zum Beitritt zwingen.

### Partner der Römer und Untergang
Als Juniorpartner der Römer erweiterten die Achaier ihr Bundesgebiet und konnten 188 v. Chr. die gesamte Peloponnes unter ihrer Herrschaft vereinigen, da die Aitolier, die gegen Rom gekämpft hatten, nun völlig entmachtet wurden. Vor allem immer wieder aufflammende Konflikte mit dem gewaltsam in den Bund eingegliederten Sparta belasteten aber das Verhältnis zu den Römern, die von den Achaiern eine Befriedung Griechenlands erwarteten. Nach dem siegreichen Krieg Roms gegen König Perseus von Makedonien setzten sich im Bund endgültig jene durch, die eine bedingungslose Unterwerfung unter den römischen Willen forderten; sie veranlassten 168 v. Chr. die Deportation von etwa 1000 innenpolitischen Rivalen nach Italien, darunter auch Polybios. 
Da der zerstrittenen Führungsschicht der Achaier aber eine dauerhafte Befriedung Griechenlands auch weiterhin nicht gelang und der Bund gegen den erklärten Willen Roms ab 150 v. Chr. Krieg auf der Peloponnes führte, kam es 147 v. Chr. zum Bruch mit Rom: Der römische Gesandte L. Aurelius Orestes übermittelte ein senatus consultum, demzufolge Sparta, Korinth, Argos und weitere wichtige Städte den Bund zu verlassen hätten; dies hätte faktisch dessen Zerschlagung bedeutet. Als sich die Achaier verweigerten, kam es zum Krieg (bellum Achaicum). Nach der Niederlage der Achaier und der Zerstörung Korinths 146 musste der Bund zunächst offenbar aufgelöst werden. Er wurde aber wenig später neu gegründet, allerdings stark verkleinert und politisch unbedeutend. Süd- und Mittelgriechenland wurden schließlich 27 v. Chr. zur römischen Provinz Achaea.

## Liste der Strategen des Achaiischen Bundes
| Jahr    | Stratege           | Herkunft    |
| ------- | ------------------ | ----------- |
| 256/255 | Margos             | Keryneia    |
| --      |                    |             |
| 245/244 | Aratos I           | Sikyon      |
| 243/242 | Aratos II          | Sikyon      |
| 241/240 | Aratos III         | Sikyon      |
| 239/238 | Aratos IV          | Sikyon      |
| 238/237 | Aigialeus          | (?)         |
| 237/236 | Aratos V           | Sikyon      |
| 236/235 | Dioitas            |             |
| 235/234 | Aratos VI          | Sikyon      |
| 234/233 | Lydiadas I         | Megalopolis |
| 233/232 | Aratos VII         | Sikyon      |
| 232/231 | Lydiadas II        | Megalopolis |
| 231/230 | Aratos VIII        | Sikyon      |
| 230/229 | Lydiadas III       | Megalopolis |
| 229/228 | Aratos IX          | Sikyon      |
| 228/227 | Aristomachos       | Argos       |
| 227/226 | Aratos X           | Sikyon      |
| 226/225 | Hyperbatas         |             |
| 225/224 | Timoxenos I        |             |
| 224/223 | Aratos XI          | Sikyon      |
| 223/222 | Timoxenos II       | (?)         |
| 222/221 | Aratos XII         | Sikyon      |
| 221/220 | Timoxenos III (II) |             |
| 220/219 | Aratos XIII        | Sikyon      |
| 219/218 | Aratos (der Sohn)  | Sikyon      |
| 218/217 | Eperatos           | Pharai      |
| 217/216 | Aratos XIV         | Sikyon      |
| 216/215 | Timoxenos IV (III) |             |
| 215/214 | Aratos XV          | Sikyon      |
| 213/212 | Aratos XVI         | Sikyon      |
| 209/208 | Kykliadas I        |             |
| 208/207 | Philopoimen I      | Megalopolis |
| 206/205 | Philopoimen II     | Megalopolis |
| 201/200 | Philopoimen III    | Megalopolis |
| 200/199 | Kykliadas II       |             |
| 199/198 | Aristainos I       | Megalopolis |
| 198/197 | Nikostratos        |             |
| 195/194 | Aristainos II      | Megalopolis |
| 193/192 | Philopoimen IV     | Megalopolis |
| 192/191 | Diophanes          | Megalopolis |
| 190/189 | Philopoimen V      | Megalopolis |
| 189/188 | Philopoimen VI     | Megalopolis |
| 188/187 |                    |             |
| 187/186 | Philopoimen VII    | Megalopolis |
| 186/185 | Aristainos III     | Megalopolis |
| 185/184 | Lykortas I         | Megalopolis |
| 184/183 | Archon I           | Megalopolis |
| 183/182 | Philopoimen VIII   | Megalopolis |
| 182/181 | Lykortas II        | Megalopolis |
| 181/180 | Hyperbatos         |             |
| 180/179 | Kallikrates        |             |
| 175/174 | Xenarchos          | Megalopolis |
| 172/171 | Archon II          | Megalopolis |
| 170/169 | Archon III         | Megalopolis |
| 168/167 | Xenon              | Megalopolis |
| --      |                    |             |
| 151/150 | Menalkidas         | Sparta      |
| 150/149 | Diaios I           | Megalopolis |
| 149/148 | Damokritos         | Megalopolis |
| 148/147 | Diaios II          | Megalopolis |
| 147/146 | Kritolaos          | Megalopolis |
| 146     | Diaios II          | Megalopolis |